# K.K. Partizan 2015-2016
Questa pagina raccoglie le informazioni riguardanti il Košarkaški klub Partizan nelle competizioni ufficiali della stagione 2015-2016.

## Roster
| N° | Naz.                            | Ruolo | Sportivo             |  | Alt. |  |
| -- | ------------------------------- | ----- | -------------------- |  | ---- |  |
| 4  | Serbia (bandiera)               | P     | Aleksandar Cvetković |  | 188  |  |
| 5  | Serbia (bandiera)               | P     | Petar Aranitović     |  | 194  |  |
| 6  | Stati Uniti (bandiera)          | AG    | Kevin Jones          |  | 203  |  |
| 7  | Grecia (bandiera)               | A     | Iōannīs Kouzeloglou  |  | 206  |  |
| 8  | Slovenia (bandiera)             | A     | Edo Murić            |  | 202  |  |
| 9  | Serbia (bandiera)               | G     | Vanja Marinković     |  | 195  |  |
| 11 | Serbia (bandiera)               | GA    | Dejan Petrov         |  | 202  |  |
| 12 | Serbia (bandiera)               | A     | Novica Veličković    |  | 204  |  |
| 13 | Serbia (bandiera)               | AP    | Čedomir Vitkovac     |  | 201  |  |
| 14 | Serbia (bandiera)               | C     | Božo Đumić           |  | 208  |  |
| 15 | Serbia (bandiera)               | C     | Miloš Koprivica      |  | 208  |  |
| 17 | Serbia (bandiera)               | C     | Kosta Perović        |  | 218  |  |
| 19 | Macedonia del Nord (bandiera)   | G     | Andrej Magdevski     |  | 192  |  |
| 21 | Serbia (bandiera)               | AP    | Mihajlo Andrić       |  | 201  |  |
| 22 | Serbia (bandiera)               | GA    | Andreja Milutinović  |  | 198  |  |
| 24 | Serbia (bandiera)               | AG    | Miloš Glišić         |  | 205  |  |
| 25 | Stati Uniti (bandiera)          | C     | Darrell Williams     |  | 203  |  |
| 27 | Bosnia ed Erzegovina (bandiera) | AP    | Adin Vrabac          |  | 205  |  |
| 31 | Finlandia (bandiera)            | P     | Jamar Wilson         |  | 185  |  |
| 33 | Serbia (bandiera)               | P     | Danilo Anđušić       |  | 197  |  |
|    | Serbia (bandiera)               | All.  | Aleksandar Džikić    |  |      |  |